# Invernadero de Lincoln Park
El Invernadero de Lincoln Park (en inglés: Lincoln Park Conservatory) es un invernadero y jardín botánico de 1,2 hectáreas (3 acres), junto al lago Míchigan en el Lincoln Park de Chicago, Illinois.

## Localización
El invernadero está situado en el 2391 North Stockton Drive justo al sur de Fullerton Avenue, oeste de Lake Shore Drive, y parte de Lincoln Park.
Lincoln Park Conservatory, 2391 North Stockton Drive, Chicago, Cook county, Illinois 60614 United States of America-Estados Unidos de América. 
Planos y vistas satelitales.41°55′26.4″N 87°38′7.08″O / 41.924000, -87.6353000
Está generalmente abierto al público todos los días, se cobra una tarifa de entrada. Un programa docente, dirigido por el Distrito de Parques de Chicago y el Lincoln Park Conservancy, ofrece recorridos gratuitos por el Conservatorio y los Jardines de 1 a 4 p. m. todos los viernes, sábado y domingo, y de 9 a mediodía el sábado por la mañana.
El estacionamiento de vehículos está disponible en el conservatorio ubicado justo detrás del edificio acristalado en Stockton Drive (justo al sur de Fullerton).

## Historia
Los "conservatorios" eran originalmente los establecimientos de beneficencia vinculados a hospitales u otras instituciones caritativas o religiosas. Estos proporcionaban plantas y organismos para uso medicinal y de investigación. Los habitantes de la ciudad en el siglo XIX, preocupados por los efectos negativos de la industrialización creciente, quedaron fascinados con la horticultura. En Chicago se organizaron en 1869 tres comisiones de parques y, para 1895, Chicago tenía cinco conservatorios-invernaderos.

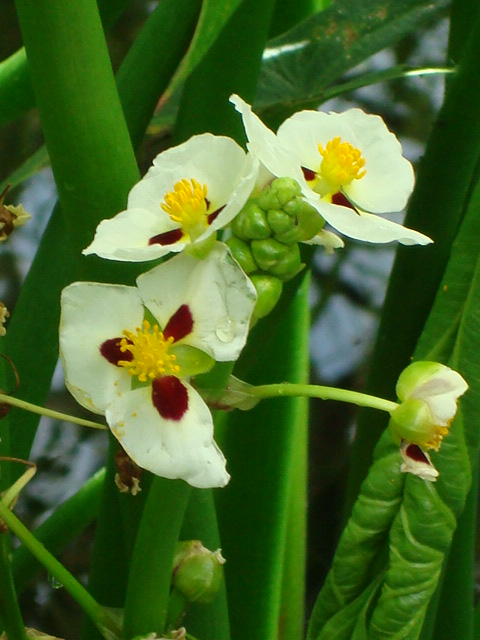
Flores de Sagittaria montevidensis en el invernadero.

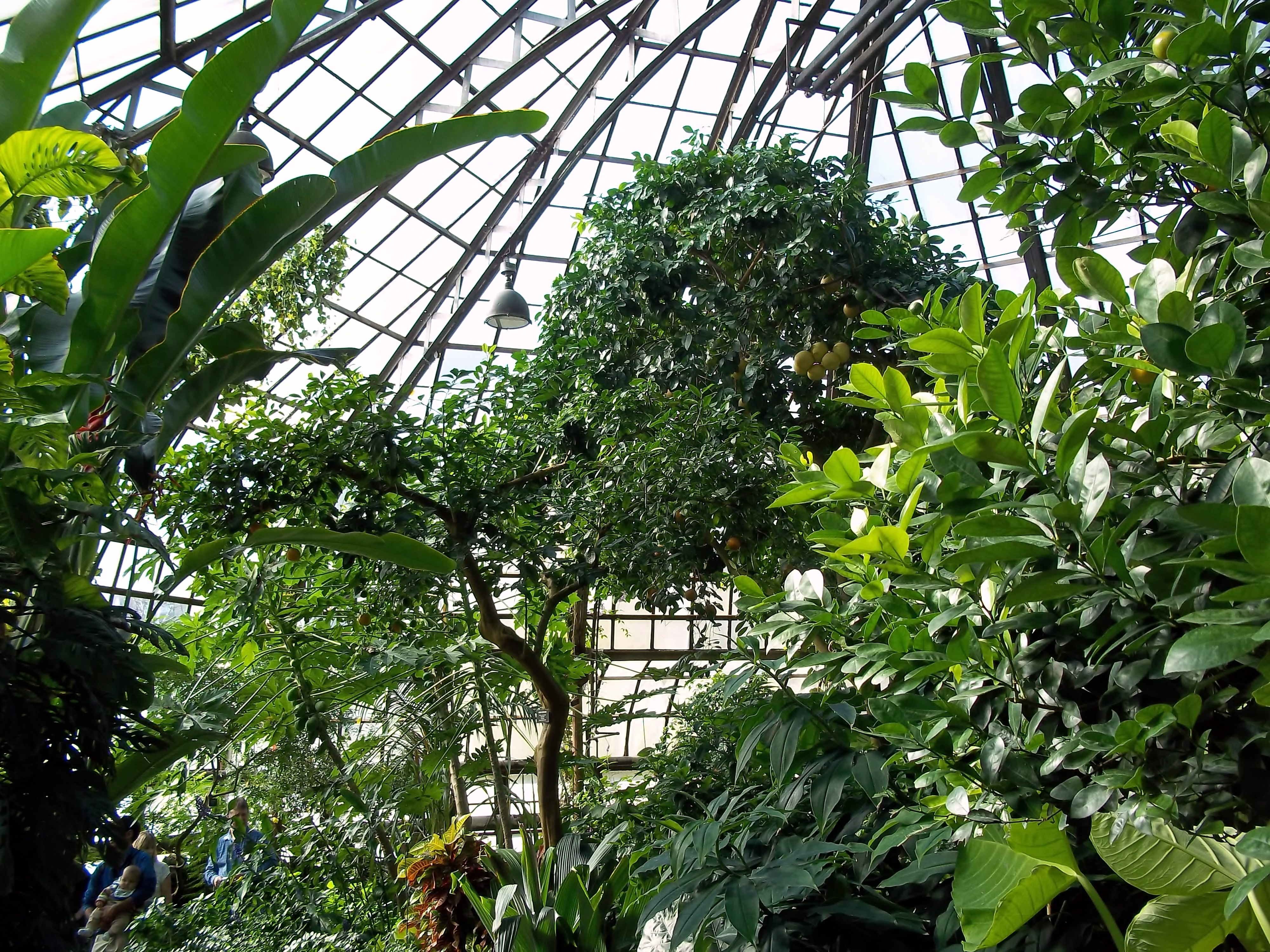
La casa de la Palmera en su interior

La Comisión del Lincoln Park creó un invernadero dentro del Lincoln Park en 1877 y plantó un jardín formal adyacente en 1880. Con la Revolución Industrial, arquitectos, tanto en los EE. UU. y Europa comenzaron a utilizar el vidrio y el hierro en la construcción. El arquitecto Joseph Lyman Silsbee nacionalmente reconocido diseñó la estructura victoriana del conservatorio en colaboración con otro arquitecto de Chicago, Mifflin E. Bell. Crearon un edificio de cristal que apoyaría "una exuberante vegetación tropical, mezclando todo en una agrupación natural de las más bellas formas de la naturaleza." Silsbee dio al conservatorio una forma exótica mediante la creación de una serie de vigas en forma de arcos conopiales.
El "Lincoln Park Conservatory" sufrió alteraciones importantes en 1925. La terraza original y el vestíbulo de la parte delantera se eliminaron y la puerta de entrada original de tejado a dos aguas se sustituye con el techo en forma de campana que existe hoy en día. Un se construyó un espacio nuevo y un vestíbulo más amplio. El frente del conservatorio fue alterado y ampliado de nuevo en 1954 para proporcionar baños públicos y crear un vestíbulo de entrada sólido.
El Conservatorio tal como se encuentra actualmente, fue construido en etapas desde 1890 hasta 1895. Se compone de un vestíbulo, cuatro salas de exhibición y quince de multiplicación y crecimiento casas.

## Colecciones
La "Alfred Caldwell Lily Pool" y el "North Pond Nature Sanctuary" se encuentran situados más hacia el norte a lo largo de la unidad Stockton. El "Lincoln Park conservatory" junto con el Garfield Park Conservatory en el lado oeste de Chicago, ofrece importantes colecciones hortícolas, programas educativos y esfuerzos de alcance comunitario.
El vestíbulo y la Casa de las Palmeras se construyeron y se abrieron al público en 1892 y contienen palmas y árboles del caucho gigantes, incluyendo un árbol de caucho de hoja de violín de 15 m (50 pies) plantado en 1891. En la Casa de las Palmeras, también se puede encontrar la obra denominada "Garden Figure", una escultura de Frederick Hibbard.
La Sala de los helechos denominada "Fernery", aproximadamente cinco pies y medio por debajo del nivel del suelo, fue inaugurada en 1895. Contiene plantas del sotobosque, principalmente una vasta colección de helechos. 
La Sala Tropical se llamó originalmente la casa estufa. Inaugurada en 1895, contenía una gran variedad de plantas tropicales suspendidas de las paredes cubiertas de corteza. Ahora se llama la Sala Orquídea y tiene una colección de aproximadamente 25.000 especies naturales de orquídeas. La Casa de visualización se utiliza para exposiciones de flores de temporada.
En los jardines al aire libre que rodean al invernadero a lo largo de su larga historia, se ha producido una importante relación entre la estructura y el paisaje circundante. Doce lechos de plantas anuales de verano de colores y plantas tropicales rodean las "cigüeñas en movimiento", también conocido como "Eli Bates Fountain", obra de los escultores Augustus St. Gaudens y Frederick MacMonnies. Este gran jardín formal se encuentra justo al sur del Conservatorio de Lincoln Park. Llamado el "Great Garden" (Gran Jardín), es uno de los más antiguos jardines públicos en Chicago y anterior al presente invernadero en 20 años. The Lincoln Park Commission installed the fountain in 1887. 
El "Schiller Monument", en el extremo sur del jardín, es una copia de un monumento original a Friedrich Schiller, el famoso poeta alemán. Fue fundida en Stuttgart, Alemania y erigida en 1886 por un grupo conocido como los ciudadanos de Chicago de ascendencia alemana. La obra original está considerado como la obra maestra de su escultor, Ernst Bildhauer Rau. Hacia el oeste, el "William Shakespeare Monument" por William Ordway Partridge se encuentra en un antiguo jardín Inglés. Instalado en 1894, fueron comprados un Chicago inmobiliario y el ferrocarril tycoona través de un legado de Samuel Johnston.